# Crateromys paulus
Crateromys paulus  (Musser & Gordon, 1981) è un roditore della famiglia dei Muridi endemico dell'isola di Ilin, nelle Filippine.

## Descrizione

### Dimensioni
Roditore di grandi dimensioni, con la lunghezza della testa e del corpo di 255 mm, la lunghezza della coda di 215 mm, la lunghezza del piede di 50 mm e la lunghezza delle orecchie di 20 mm.

### Aspetto
La pelliccia è corta, rigida e ruvida. Le parti superiori sono brunastre scure brizzolate, mentre le parti inferiori sono grigio-crema. Le orecchie sono grandi e rosate. La coda è leggermente più corta della testa e del corpo, è densamente ricoperta di lunghi peli e con l'estremità bianca.

## Biologia

### Comportamento
È una specie arboricola.

## Distribuzione e habitat
Questa specie è conosciuta da un unico esemplare ottenuto sulla piccola isola di Ilin, lungo le coste sud-occidentali di Mindoro, nelle Filippine. Probabilmente è presente anche su quest'ultima isola.
Vive probabilmente nelle foreste di pianura.

## Conservazione
La IUCN Red List, considerato che questa specie è conosciuta soltanto da un esemplare proveniente dall'isola di Ilin e la cui origine è dubbia, classifica C.paulus come specie con dati insufficienti (DD).